# Tuaca

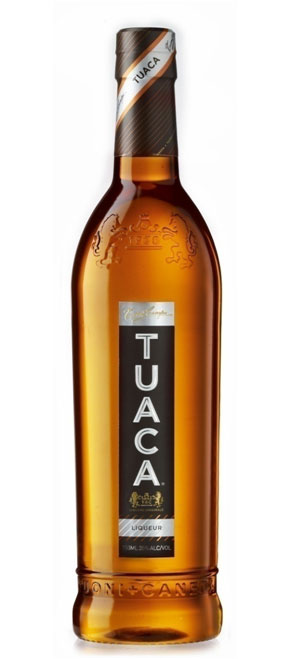
Una bottiglia di Tuaca.

Tuaca è un liquore prodotto fino al 2010 dalla Tuoni e Canepa di Livorno. Il 31 marzo di quell'anno viene chiusa la storica distilleria di Livorno localizzata prima in via  Mastacchi, nel rione San Marco, poi nella zona industriale del quartiere di Salviano. È oggi prodotto per la Brown-Forman Corporation dalla Tuaca Liqueur Company di Louisville, Kentucky. È considerato una bevanda tipica nella città inglese di Brighton, dove il 95% dei bar lo vendono.
Il liquore è dolce e di colore ambrato. Nei suoi ingredienti si trovano brandy, essenza di arancio, e vaniglia. La vaniglia è l'aroma dominante. Ha una gradazione alcolica del 35%.

## Storia
Si suppone che la ricetta sia tramandata dai tempi del Rinascimento. Una leggenda narra che fosse stata creata da Lorenzo il Magnifico e riscoperta nel 1938 da Gaetano Tuoni e Giorgio Canepa.
Il liquore nasce come Milk Brandy, fatto con latte, brandy e vaniglia. Successivamente, il latte verrà eliminato dalla ricetta ed il nome del liquore cambiato in Tuoca. Negli anni sessanta, grazie ad un italiano trapiantato in California, Mario di Grazia, proprietario di una catena di distribuzione di liquori a San Francisco, inizia la distribuzione del liquore negli Stati Uniti. A seguito dell'inizio delle vendite oltre oceano, al fine di facilitarne la pronuncia in inglese, il nome viene cambiato ancora una volta assumendo il definitivo Tuaca.